# SG Discos
Serú Girán Discos (conocida como SG Discos) fue una discográfica fundada por la banda argentina de rock progresivo Serú Girán. Para 1985 la actividad del sello había terminado pese a que saldrían nuevos álbumes del grupo:
- Serú '92 (1992)
- En vivo I & II (1993)
- Yo no quiero volverme tan loco (2000, grabado en vivo en 1981)

Los tres serían lanzados por Sony Music/Columbia.

## Discografía
| Lanzamiento | Título                                       | Artista       |
| ----------- | -------------------------------------------- | ------------- |
| 1980        | Bicicleta                                    | Serú Girán    |
| 1981        | Peperina                                     | Serú Girán    |
| 1982        | No llores por mí, Argentina                  | Serú Girán    |
| 1982        | Pubis angelical / Yendo de la cama al living | Charly García |
| 1982        | El tiempo es veloz                           | David Lebón   |
| 1982        | Pedro Aznar                                  | Pedro Aznar   |
| 1983        | Clics modernos                               | Charly García |
| 1983        | Moro-Satragni                                | Moro-Satragni |
| 1983        | Lo Más De Seru Giran (recopilación)          | Serú Girán    |
| 1983        | La Dicha En Movimiento                       | Los Twist     |
| 1984        | Terapia Intensiva                            | Charly García |
| 1984        | Piano bar                                    | Charly García |

- Datos: Q19844331